# Orosaura nebulosylvestris
Orosaura nebulosylvestris (венесуельський гірський сцинк) — вид сцинкоподібних ящірок родини сцинкових (Scincidae). Ендемік Венесуели. Це єдиний представник монотипового роду Orosaura.

## Поширення і екологія
Венесуельські гірські сцинки мешкають в горах Кордильєра-де-Мерида та в горах Прибережного хребта на північному заході і півночі Венесуели. Вони живуть у відкритих місцевостях на узліссях хмарних лісів, у високогірних чагарникових заростях субпарамо та в садах. Зустрічаються на висоті від 920 до 2360 м над рівнем моря.